# Orgilus improcerus
Orgilus improcerus är en stekelart som beskrevs av Chou 1995. Orgilus improcerus ingår i släktet Orgilus och familjen bracksteklar. Inga underarter finns listade i Catalogue of Life.